# Блу Маундс (Висконсин)
Блу Маундс (енгл. Blue Mounds) град је у америчкој савезној држави Висконсин.

## Демографија
По попису из 2010. године број становника је 855, што је 147 (20,8%) становника више него 2000. године.
| Група             | 2000.       | 2010.       |
| Белци             | 689 (97,3%) | 827 (96,7%) |
| Афроамериканци    | 0 (0,0%)    | 1 (0,1%)    |
| Азијати           | 5 (0,7%)    | 4 (0,5%)    |
| Хиспаноамериканци | 7 (1,0%)    | 11 (1,3%)   |
| Укупно            | 708         | 855         |